# Здуша
Здуша (словен. Zduša) — поселення в общині Камник, Осреднєсловенський регіон, Словенія. Висота над рівнем моря: 415 м.